# 佐田徳平
佐田 徳平（さた とくへい、1909年（明治42年）3月20日 - 1933年（昭和8年）12月17日）は、山梨県生まれ、名古屋育ちの日本の競泳選手。
1928年アムステルダムオリンピック競泳男子800m自由形リレー銀メダリスト。

## 略歴
山梨県南巨摩郡八日市場村（現:山梨県南巨摩郡身延町八日市場）で電気技師だった佐田多一、妻ちよの長男として生まれる。父の仕事の関係で転居を重ねた。佐田家の実家は富士川にほど近く、夏休みに帰郷した際には急流の中を泳ぐなど幼少より水に親しんでいた。
父の仕事で転居した名古屋の愛知水泳協会に所属し活躍する。旧制富田中学（現：三重県立四日市高等学校）卒業後、明治大学に進み、水泳部主将を務めた。
国内の水泳大会で多数活躍した他、1927年10月公開の松竹映画「海の勇者」制作にも協力している。
当時は日本がオリンピックに参加を始めて間もない頃であり、世界の実力に追いつく事を目標に海外大会への選手派遣、海外選手を招待しての競技会が盛んに行われた。佐田徳平も明治大学水泳部としてハワイ遠征に参加するなどした。
1928年のアムステルダムオリンピック競泳男子800m自由形リレーでは米山弘、新井信男、高石勝男と共に銀メダルを獲得した。
その後も昭和4年度（1929年度）400m自由形日本新記録、1930年5月の極東選手権大会100m自由形入賞（5位）、9月の全国学生水上競技大会100m自由形優勝、200m自由形準優勝、1931年8月には竣工したばかりの明治神宮プールで開催された米国との水泳対抗戦（ 日米水上大会 ）400mリレーで優勝（日本新記録/日本國際新記録）、100m自由形5位など活躍を続けた。（日本水泳連盟機関紙『月刊水泳』）
明治大学卒業後は阪神急行電鉄（現:阪急電鉄)に勤務。1933年4月に東京在住の銀行家の二女と婚姻した。
1933年12月17日に肺結核のため大阪府豊能郡豊中町（現:大阪府豊中市）にて死去する。
早世し家族が県外に居住していた事もあり、生まれ故郷の山梨県では忘れられた存在だったが、1986年のかいじ国体の際、「佐田徳平さんは元々甲州人」との話が水泳関係者（元実業団水泳選手の長沢松雄）から伝わった事がきっかけとなり、山梨日日新聞で紹介されるなどした。